# Alfie Gets In First
Alfie Gets In First ist das erste Bilderbuch aus der Alfie-Buchreihe der britischen Kinderbuchautorin und Illustratorin Shirley Hughes, das 1981 beim Verlag Bodley Head veröffentlicht wurde.

## Inhalt
Alfie kommt mit seiner Mutter und seiner kleinen Schwester Annie Rose vom Einkaufen heim. Alfie möchte als Erster zu Hause sein und stürmt voraus. Dort angekommen, setzt er sich auf die Eingangstreppe und wartet auf die Ankunft der Mutter und Schwester. Die Mutter lässt den Kinderwagen auf dem Gehsteig, sperrt Alfie die Haustür auf und stellt den Einkaufskorb mit dem Schlüssel im Flur ab. Als die Mutter zurückgeht, um Annie Rose zu holen, schlägt Alfie die Eingangstür von innen zu. Da er zu klein ist, um die Türklinke zu erreichen, sind die Mutter und Annie Rose ausgesperrt. Die Mutter bittet ihn, den Schlüssel durch den Briefschlitz zu stecken, doch auch dafür reicht seine Körpergröße nicht. Da Annie Rose hungrig und müde ist, beginnt sie zu heulen. Alfie ist verzweifelt und muss ebenfalls weinen. Nun kommen der Reihe nach Leute aus der Nachbarschaft beziehungsweise von der Straße, um behilflich zu sein. Schließlich wird ein Fensterputzer gebeten, seine Leiter zu holen und beim Badezimmerfenster einzusteigen. Doch noch während der Mann die Leiter hochklettert, öffnet sich die Haustür: Alfie hat es mithilfe eines Sessels geschafft, die Türklinke zu erreichen! Voll Stolz hält Alfie die Tür für die versammelte Menge auf und alle werden in die Küche gebeten, um gemeinsam Tee zu trinken.

## Rezeption
Kate Agnew schreibt in ihrer Buchrezension: „Die Spannung wird durch eine Zweiteilung der Erzählung aufrechterhalten. Auf der rechten Hälfte der Doppelseite sehen wir Alfie einsam und verlassen, in ängstlicher Haltung, sodass auch das kleinste Kind seine Verzweiflung erkennt. Auf der linken Seite sind nacheinander verschiedene Freunde zu sehen, die gutgemeinte, aber nutzlose Ratschläge machen. Je mehr Leute draußen stehen, desto isolierter fühlt sich Alfie drinnen. Eine schwarze, senkrechte Linie stellt die trennende Tür mit der für Alfie unerreichbaren Klinke dar, weiße Flächen vergrößern die Distanz zusätzlich. Als die Gruppe draußen kurz davor ist, eine Lösung zu finden, verraten die Illustrationen, dass Alfie, zur großen Freude seiner kleinen Leser, einen ganz eigenen Plan hat. Wenn am Ende Alfie stolz die Tür aufhält, ist die Begeisterung groß.“ Der Guardian befand über das Buch: „Hughes’ farbenfrohe Zeichnungen von alltäglichen Aktivitäten, die man in- und auswendig kennt, haben einfach etwas Beruhigendes an sich. Worte und Bilder gehen nahtlos ineinander über … Hughes ist eine zauberhafte Geschichtenerzählerin mit einem instinktiven Verständnis für die Psyche von Vorschulkindern … Sie macht das Gewöhnliche außergewöhnlich. Höchst befriedigend.“ Joan W. Blos schreibt im School Library Journal: „Der Schauplatz ist englisch, die Prosa unaufdringlich, und die farbigen Illustrationen sind auf eine leicht schmuddelige Art und Weise ansprechend. Der Klappentext auf der Rückseite des Umschlags deutet darauf hin, dass dies der erste Titel einer geplanten Alfie-Buchreihe ist. Wenn dem so ist, dann ist es ein vielversprechender Anfang von einer versierten Autorin und Künstlerin.“

## Auszeichnungen
Shirley Hughes wurde 1999 der Britische Verdienstorden (OBE) für Kinderliteratur verliehen.

## Referenzen
Alfie Gets In First ist in dem literarischen Nachschlagewerk 1001 Kinder- und Jugendbücher – Lies uns, bevor Du erwachsen bist! für die Altersstufe 3+ Jahre enthalten.

## Ausgaben
- Alfie Gets In First. Bodley Head, UK 1981 (englisch, librarything.com).